# Coppa Europa di lanci 2025
La Coppa Europa di lanci 2025 è stata la XXIV edizione della Coppa Europa di lanci, si è disputata il 15 e il 16 marzo 2025 a Nicosia, a Cipro.
Alla manifestazione non prenderanno parte atleti russi e bielorussi a causa delle sanzioni imposte ai due Paesi dalla European Athletics e dal Comitato Olimpico Internazionale in seguito all'invasione russa dell'Ucraina.

## Risultati

### Uomini
| Gara                   | Oro              | Misura  | Argento             | Misura  | Bronzo           | Misura  |
| ---------------------- | ---------------- | ------- | ------------------- | ------- | ---------------- | ------- |
| Getto del peso         | Nick Ponzio      | 20,60 m | Silas Ristl         | 20,27 m | Jesper Arbinge   | 19,93 m |
| Lancio del disco       | Henrik Janssen   | 65,67 m | Kristjan Čeh        | 65,69 m | Martynas Alekna  | 63,96 m |
| Lancio del martello    | Bence Halász     | 78,75 m | Volodymyr Myslyvčuk | 77,98 m | Thomas Mardal    | 77,43 m |
| Lancio del giavellotto | Iōannīs Kyriazīs | 84,38 m | Giovanni Frattini   | 82,78 m | Cyprian Mrzygłód | 82,46 m |

### Donne
| Gara                   | Oro             | Misura  | Argento          | Misura  | Bronzo             | Misura  |
| ---------------------- | --------------- | ------- | ---------------- | ------- | ------------------ | ------- |
| Getto del peso         | Jessica Inchude | 19,21 m | Katharina Maisch | 18,58 m | María Belén Toimil | 17,37 m |
| Lancio del disco       | Vanessa Kamga   | 63,25 m | Liliana Cá       | 62,66 m | Marike Steinacker  | 61,57 m |
| Lancio del martello    | Silja Kosonen   | 77,07 m | Rose Loga        | 72,87 m | Sara Fantini       | 72,37 m |
| Lancio del giavellotto | Adriana Vilagoš | 66,88 m | Sigrid Borge     | 62,62 m | Sara Kolak         | 59,66 m |

### Uomini under 23
| Gara                   | Oro            | Misura  | Argento             | Misura  | Bronzo            | Misura  |
| ---------------------- | -------------- | ------- | ------------------- | ------- | ----------------- | ------- |
| Getto del peso         | Tizian Lauria  | 19,55 m | Jarno van Daalen    | 19,54 m | Miika Lahtonen    | 18,70 m |
| Lancio del disco       | Steven Richter | 60,72 m | Marcos Moreno       | 59,47 m | Jarno van Daalen  | 57,79 m |
| Lancio del martello    | Iosif Kesidis  | 72,96 m | Csekő Miklós        | 71,54 m | Ioannis Korakidis | 71,08 m |
| Lancio del giavellotto | Nick Thumm     | 77,09 m | Lucio Claudio Visca | 74,39 m | Oisin Joyce       | 73,86 m |

### Donne under 23
| Gara                   | Oro                       | Misura  | Argento      | Misura  | Bronzo           | Misura  |
| ---------------------- | ------------------------- | ------- | ------------ | ------- | ---------------- | ------- |
| Getto del peso         | Pinar Akyol               | 16,15 m | Anna Musci   | 16,12 m | Maria Rafailidou | 15,74 m |
| Lancio del disco       | Marie Josée Bovele Linaka | 57,37 m | Anna Gavigan | 53,91 m | Lea Bork         | 53,65 m |
| Lancio del martello    | Nicola Tuthill            | 69,74 m | Thea Löfman  | 69,06 m | Aileen Kuhn      | 67,25 m |
| Lancio del giavellotto | Petra Sičaková            | 60,26 m | Mirja Lukas  | 58,91 m | Rabiye Çiçek     | 52,41 m |

Legenda:  record mondiale;  record mondiale stagionale;  record europeo;  record europeo stagionale;  record dei campionati;  record nazionale;  record personale;  record personale stagionale.

## Medagliere
| Posiz. | Nazione     | Oro | Argento | Bronzo | Totale |
| ------ | ----------- | --- | ------- | ------ | ------ |
| 1      | Germania    | 4   | 3       | 3      | 10     |
| 2      | Italia      | 1   | 3       | 1      | 5      |
| 3      | Irlanda     | 1   | 1       | 1      | 3      |
| 3      | Svezia      | 1   | 1       | 1      | 3      |
| 5      | Rep. Ceca   | 1   | 1       | 0      | 2      |
| 5      | Ungheria    | 1   | 1       | 0      | 2      |
| 5      | Francia     | 1   | 1       | 0      | 2      |
| 5      | Portogallo  | 1   | 1       | 0      | 2      |
| 9      | Grecia      | 1   | 0       | 2      | 3      |
| 10     | Turchia     | 1   | 0       | 1      | 2      |
| 10     | Finlandia   | 1   | 0       | 1      | 2      |
| 12     | Cipro       | 1   | 0       | 0      | 1      |
| 12     | Serbia      | 1   | 0       | 0      | 1      |
| 14     | Paesi Bassi | 0   | 1       | 1      | 2      |
| 14     | Spagna      | 0   | 1       | 1      | 2      |
| 14     | Norvegia    | 0   | 1       | 1      | 2      |
| 17     | Slovenia    | 0   | 1       | 0      | 1      |
| 18     | Lituania    | 0   | 0       | 1      | 1      |
| 18     | Croazia     | 0   | 0       | 1      | 1      |
| 18     | Polonia     | 0   | 0       | 1      | 1      |
| Totale | Totale      | 16  | 16      | 16     | 48     |